# Alfons Simon
Alfons Simon (* 3. April 1897 in München; † 23. Juni 1975 in München) war ein deutscher Pädagoge und Vertreter der Individualpsychologie. Er gilt als einer der bekanntesten Schulreformer in Bayern.

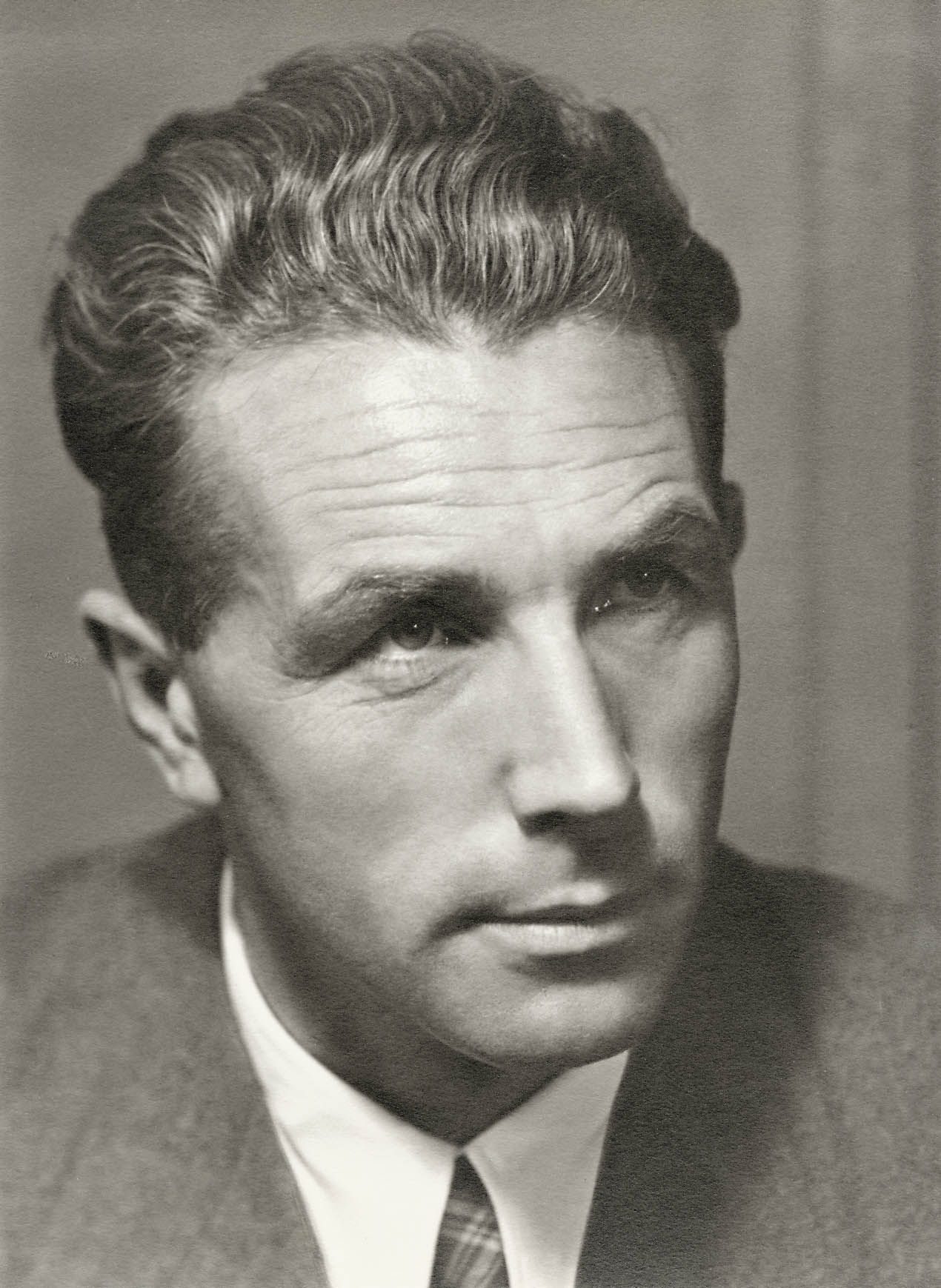
Alfons Simon

## Leben
Alfons Simon wollte schon immer Lehrer werden. Nach dem Ersten Weltkrieg fand er auf Umwegen zum Erzieherberuf. Er war an verschiedenen bayerischen Volksschulen tätig. Nebenberuflich war er im Individualpsychologischen Verein München um Leonhard Seif aktiv. Nach dem Vorbild der Wiener Schulreform hatte man dort im Oktober 1922 die ersten individualpsychologischen Erziehungsberatungsstellen gegründet. Der Stadtschulrat stellte dazu an drei Münchner Schulen Räume zur Verfügung. Aus diesen Erziehungsberatungsstellen entwickelte sich im Mai 1923 eine Arbeitsgemeinschaft für Erziehung, in der sich ein großer, wachsender Kreis von Lehrern und Erziehern weiterbildete. Alfons Simon war an dieser Institution bis zum Zweiten Weltkrieg tätig. Nationalsozialismus und Krieg zerstörten die jahrelange Aufbauarbeit. Simon hat sich während des Krieges aufs Land zurückzogen. 
1945 wurde er Bürgermeister von Breitbrunn am Ammersee, Lehrer in München und schließlich Dozent am Institut für Lehrerbildung in München-Pasing. Simon war Gründungsmitglied und erster Präsident der Deutschen Gesellschaft für Erziehung in München, Lotzbeckstrasse 2.

## Werk
Alfons Simon verfasste zahlreiche Bücher zur Schulpraxis und hielt Vorträge zum Thema Schule. Angesichts der verbreiteten Erziehungsnöte widmete er sich der Erforschung neuer Methoden zu deren Überwindung. 
- 1925     Schulkinderpsychologie (zusammen mit Kurt Seelmann) in: Internationalen Zeitschrift für Individualpsychologie III. Jahrgang Juni 1925 Nr. 4
- 1950     Verstehen und Helfen
- 1952     Maxi, unser Negerbub
- 1955     Wir hören den Schulfunk. Erfahrungen aus der Schule für die Schule (Hrsg.)
- 1958     Helga
- 1958     Was fangen wir mit dem Jähzornigen an? In: Kindernöte. Dritte Folge
- 1962     Der Elternabend einmal ganz anders (zusammen mit Josef Scherl)
- 1965     Partnerschaft im Unterricht

Als Autor, Vortragender und Präsident der Deutschen Gesellschaft für Erziehung galt sein ganzes Bemühen dem Verstehen und Helfen junger Menschen. Nach den Schrecken des Zweiten Weltkrieges war es ihm wichtig, dem Lehrer seine gesellschaftliche Bedeutung wieder zu vermitteln und dass die Schule tatsächlich ein Abbild des Lebens ist: „in ihr leben, wie draussen im grossen Leben, friedfertige und widerspenstige, einfache und schwierige Gemüter, leicht zugängliche und verschlossene Seelen; mit dem Unterschied, dass der Lehrer, wie sonst niemand und nirgends, die Möglichkeit hat, alle Kinder täglich erleben und üben zu lassen, wie man mit einem Widerstrebenden, mit einem Schüchternen, einem Grosssprecher, einem Hilfsbedürftigen umgeht und wie täglich und manchmal stündlich ein Ausgleich zu finden ist, wenn gleichberechtigte Wünsche einander entgegenstehen.“ (Alfons Simon in: Maxi, unser Negerbub, S. 32)
Bei Simon ist die von Alfred Adler geforderte Einheit von stofflichem und erzieherischen Bemühen vor allem in der Praxis in einer Weise verflochten, die an eine kunstvolle Komposition erinnert. Bei ihm scheint der Unterricht nie ohne Erziehung und diese nie ohne Zusammenhang mit dem Unterricht zu geschehen.

## Unterricht: Das Selbstwertgefühl stärken
Nach Simon hat der Lehrer drei Aufgaben im Unterricht: Erstens muss er die Kinder erkennen, die in ihrer Selbsteinschätzung irre geleitet worden sind. Zweitens muss er allen Kindern wieder Arbeitserfolge und ihre wohltuende Wirkung erleben lassen. Drittens muss er die Kinder lehren, diese Arbeitserfolge richtig einzuschätzen und sie zu sich selbst, ihrem eigenen Werden und ihrer Zukunft richtig in Beziehung zu setzen:
„Gründliche psychologische Erfahrung hat zur Gewißheit darüber geführt, dass das fertig Übernommene zwar schnell ins Bewußtsein eingeht, aber auch schnell wieder daraus verschwindet. Nur das Erworbene, durch Arbeit, Irrtum, fehlgeschlagene Versuche, durch „Fehler“ Erworbene haftet; denn es wurde durch persönliche Bemühung erst wirklich persönliches Eigentum. Nur die Überwindung anfänglicher Schwierigkeiten bringt die Erfolgsgefühle, die zum Aufbau eines gesunden Selbstvertrauens unentbehrlich sind; denn Mut ist die Erinnerung an vergangene Errungenschaften.“ (Alfons Simon)
„Es gibt kaum eine reinere Freude, als die, die sich nach einer gut getanen Arbeit einstellt. Man fühlt sich in seinem ganzen Wesen erhoben. Wir haben ein Hindernis überwunden und sind damit ein Stück voran gekommen. Wir erleben unser eigenes Wachstum und das strahlt Kräfte aus, die den ganzen Menschen erfüllen. Dieses Wachstumserlebnis ist es, das Kinder in ihren tiefsten Schichten erfasst: in ihrem Selbstwertgefühl, ihrer Selbstachtung, in ihrem Selbstbewußtsein. Unsere wichtigste Erziehungsaufgabe ist, unseren Schülern diese doppelte, ineinander verschränkte Arbeits- und Wachstumsfreude erleben zu lassen, jedem einzelnen Kind zu helfen, sein Wachstum zu spüren und auf solche Weise seinen eigenen Wert zu entdecken.“ (Alfons Simon, Verstehen und Helfen – die Aufgaben der Schule, 1950).

## Erziehung: Verstehen und Helfen
Für Simon, als individualpsychologischer Pädagoge, stand die Beurteilung der Schülerpersönlichkeit und das Erkennen und Korrigieren von Fehlhaltungen im Vordergrund. Statt Verbot und Strafe, die er als störend empfand, förderte er das Verständnis für die Fehlhaltungen der Schüler und die dahinter verborgenen Lebensleitlinien:
„Der Lehrer sieht in der Fehlhandlung oder Fehlhaltung des Kindes nicht den Ausfluss seines ‚bösen oder schuldbar schwachen Willens‘ - er erkennt die früheste und tiefste Ursache der Erziehungsschwierigkeit in einer Störung der natürlichen kindlichen Entwicklung. Die jedem gesunden Kinde eingeborenen Kräfte, die zur Anpassung an die vorgefundenen Lebensumstände und zur Einordnung drängen, sind in falsche Bahnen gelenkt, gestört, unterdrückt worden; - er betrachtet es als seine Erzieheraufgabe, dem Kinde die Möglichkeit zu geben, die versäumte Entwicklung nachzuholen; - er weiss, dass das nicht mit Worten, auch nicht mit äusseren Mitteln geschehen kann, dass es dafür nur einen Weg gibt: das Kind andere Erfahrungen machen zu lassen. Das Kind wehrt zunächst ab; es hat sein Vertrauen auch in dieser Hinsicht verloren; - es versucht dann zaghaft; - es erlebt kleine Erfolge und die damit verbundenen Erfolgsfreuden; - es entdeckt in sich Kräfte und Fähigkeiten, es entdeckt sich und seinen Wert. Das Wort des Lehrers begleitet diese Selbstentdeckung; es ordnet, wo das Kind sich noch nicht allein zurechtfindet; er bestätigt, stützt und bestärkt, wo das Kind noch zweifelt. Dieser Prozess der Zurückgewinnung des Selbstvertrauens braucht vorsichtige, behutsam-zurückhaltende Führung. Der Lehrer muss wissen, dass er es dabei mit dem Verletzbarsten im Menschen, seinem Selbstgefühl, zu tun hat.“ (Alfons Simon, Verstehen und Helfen, 1950)